# Polybia simillima
Polybia simillima är en getingart som beskrevs av Smith 1862. Polybia simillima ingår i släktet Polybia och familjen getingar. Inga underarter finns listade i Catalogue of Life.